# ريبابليك ريكوردز
ريبابليك ريكوردز (بالإنجليزية: Republic Records)‏ هي علامة تسجيل أمريكية مملوكة لمجموعة يونيفرسال الموسيقية (UMG). تم تأسيسها من قبل أفيري ليبمان ومونت ليبمان كشركة مستقلة في عام 1995، ولكن فيما بعد استحوذ عليها بواسطة UMG في عام 2000.